# ガロピン
ガロピン（Galopin、1872年 - 1899年）は、1870年代に活躍したイギリスの競走馬・種牡馬。1875年のエプソムダービー優勝馬で、大種牡馬セントサイモンの父として知られている。自身もイギリス種牡馬チャンピオン3回、母の父としても3度首位になっており、優れた種牡馬であった。

## 0歳から3歳時まで
ガロピンは1872年にウイリアム・テイラー・シャープによって生産された。当初は低い評価しかされておらず、当歳時には僅か100ギニーで売却された。イヤリングセールではハンガリーの貴族バッチャーニ・グスツァフによって520ギニーで購入された。その後バッチャーニの専属調教師ジョン・ドーソンによる調教を受けた。
現役時代は1874年から75年にかけ11戦10勝の成績を残した。うち2歳時が6戦5勝、3歳時が5戦5勝。唯一の敗戦は馬場に脚をとられたミドルパークプレートのみだった。バッチャーニは三冠路線にはあまりこだわっておらず、2000ギニー、セントレジャーステークスには登録されていなかった。このため競走成績マッチレースなどが多いが、唯一クラシック登録を行っていたエプソムダービーは完勝した。
10月のニューマーケットダービー後、バッチャーニはこのころ心臓を悪くしており、お気に入りのガロピンが負ける姿を見せたくないというドーソンの配慮によってこの年限りで引退し種牡馬となった。なお、同世代のハンプトンとは、ハンプトンが当時下級戦を抜け出せず、先にガロピンが引退したため未対戦に終わった。

## 引退後
現役時代は優れた成績を残したガロピンだったが種牡馬となってからは一転不調に陥る。血統が悪かったこと、気性難で知られていたブラックロックやヴォルテイアーの強いインブリードを持つこと等が嫌われ種付数は年に10数頭、馬主のバッチャーニの持ち馬との交配ばかりだった。1887年には後から種牡馬入りしたハンプトンに先に種牡馬チャンピオンの座を取られている。
しかしガロピンは不利な情勢から徐々に成績を伸ばし1883年には2000ギニーに勝ったガリアードを送り出した。さらに翌1884年にはセントサイモンが登場。1888,89年にはついにリーディングサイアーを獲得したが、翌年には産駒のセントサイモンが僅か2世代のみでリーディングサイアーを奪取したことで首位から陥落した。ガロピンはセントサイモンが大成功を収める中1899年に28歳で死亡。死の前年の1898年には高齢ながらセントサイモンを破りリーディングサイアーに返り咲いた。また、死後1899,1909,10年にリーディングブルードメアサイアーを獲得している。
産駒はセントサイモンの他にもガリアードが種牡馬として成功し、ガロピンの直系は大繁栄したが、ガロピン・セントサイモン親子があまりに成功しすぎたために起きた「セントサイモンの悲劇」の影響で一時イギリス国内で滅亡するに至った。父系子孫はセントサイモン系の他、ガリアードから英ダービー馬ラヴァンダンを経由した系統が東欧で長く命脈を繋ぎ、21世紀初頭まで僅かながら残っていた。
ガロピンの血は、後にセントサイモンを経由し全てのサラブレッドに浸透した。後代セントサイモンの父として主に語られる存在だが、それ以外の影響も大きく、セントサイモンの血を受けず、ガロピンの血が濃い種牡馬として、ガリアード、バヤルド（母の父がガロピン）、オーム（母の父がガロピン）、レンバーグ（母の父がガロピン）、フライングフォックス（ガロピンの3×2）らが居る。三冠馬ゲイクルセイダーもセントサイモンの血が薄い（3.1%）割にガロピンの血が濃い血統構成である（ガロピン5.3×7.3=30%）。
繁殖馬の影響度を示す指標にも使われるヴェイエの標準ドサージュでは405ポイントとなっている。セントサイモンにより大幅に加算されているとはいえ、タッチストンやストックウェルを大きく上回っており、19世紀の種牡馬としてはセントサイモンに次ぐ数値である。

### 代表産駒
- セントサイモン　（アスコットゴールドカップ、グッドウッドカップ）
- ドノヴァン　（エプソムダービー、セントレジャーステークス）
- ガリアード　（2000ギニー）
- ディスラエリ　（2000ギニー）
- ガレッチア　（1000ギニー）
- アイダ　（1000ギニー）

## 特徴
筋骨隆々ながら均整の取れた馬体で、体高は15ハンド3 1/2インチ（約161.3 cm）。ホモ鹿毛（EE,AA）であるなど多くの点で息子セントサイモンと共通している。精力も強く、共に27歳まで種牡馬をしていた。

## 血統表
| ガロピンの血統（キングファーガス系（エクリプス系） / Voltaire3×3=25% Blacklock4･5×4=15.6%） | ガロピンの血統（キングファーガス系（エクリプス系） / Voltaire3×3=25% Blacklock4･5×4=15.6%） | ガロピンの血統（キングファーガス系（エクリプス系） / Voltaire3×3=25% Blacklock4･5×4=15.6%） | （血統表の出典）     | （血統表の出典） |
| 父 Vedette 黒鹿毛 1854年 イギリス                                                           | 父の父Voltigeur 1847年 黒鹿毛                                                               | Voltaire                                                                                    | Blacklock            | Blacklock        |
| 父 Vedette 黒鹿毛 1854年 イギリス                                                           | 父の父Voltigeur 1847年 黒鹿毛                                                               | Voltaire                                                                                    | Phantom Mare         |                  |
| 父 Vedette 黒鹿毛 1854年 イギリス                                                           | 父の父Voltigeur 1847年 黒鹿毛                                                               | Martha Lynn                                                                                 | Mulatto              | Mulatto          |
| 父 Vedette 黒鹿毛 1854年 イギリス                                                           | 父の父Voltigeur 1847年 黒鹿毛                                                               | Martha Lynn                                                                                 | Leda                 |                  |
| 父 Vedette 黒鹿毛 1854年 イギリス                                                           | 父の母Mrs.Ridgway 1849年鹿毛                                                                | Birdcatcher                                                                                 | Sir Hercules         | Sir Hercules     |
| 父 Vedette 黒鹿毛 1854年 イギリス                                                           | 父の母Mrs.Ridgway 1849年鹿毛                                                                | Birdcatcher                                                                                 | Guiccioli            |                  |
| 父 Vedette 黒鹿毛 1854年 イギリス                                                           | 父の母Mrs.Ridgway 1849年鹿毛                                                                | Nan Darrel                                                                                  | Inheritor            | Inheritor        |
| 父 Vedette 黒鹿毛 1854年 イギリス                                                           | 父の母Mrs.Ridgway 1849年鹿毛                                                                | Nan Darrel                                                                                  | Nell                 |                  |
| 母 Flying Duchess 鹿毛 1853年 イギリス                                                      | 母の父The Flying Dutchman 1846年 黒鹿毛                                                     | Bay Middleton                                                                               | Sultan               | Sultan           |
| 母 Flying Duchess 鹿毛 1853年 イギリス                                                      | 母の父The Flying Dutchman 1846年 黒鹿毛                                                     | Bay Middleton                                                                               | Cobweb               |                  |
| 母 Flying Duchess 鹿毛 1853年 イギリス                                                      | 母の父The Flying Dutchman 1846年 黒鹿毛                                                     | Barbell                                                                                     | Sandbeck             | Sandbeck         |
| 母 Flying Duchess 鹿毛 1853年 イギリス                                                      | 母の父The Flying Dutchman 1846年 黒鹿毛                                                     | Barbell                                                                                     | Darioletta           |                  |
| 母 Flying Duchess 鹿毛 1853年 イギリス                                                      | 母の母Merope 1841年 鹿毛                                                                    | Voltaire                                                                                    | Blacklock            | Blacklock        |
| 母 Flying Duchess 鹿毛 1853年 イギリス                                                      | 母の母Merope 1841年 鹿毛                                                                    | Voltaire                                                                                    | Phantom Mare         |                  |
| 母 Flying Duchess 鹿毛 1853年 イギリス                                                      | 母の母Merope 1841年 鹿毛                                                                    | Juniper Mare                                                                                | Juniper              | Juniper          |
| 母 Flying Duchess 鹿毛 1853年 イギリス                                                      | 母の母Merope 1841年 鹿毛                                                                    | Juniper Mare                                                                                | Sorcerer Mare F-No.3 |                  |